# 湄努
首席王后湄努（缅甸语：နန်းမတော် မယ်နုယ်နု；英语：Nanmadaw Mei Nu；1783年6月18日—1840年5月12日），是缅甸贡榜王朝国王巴基道（ဘကြီးတော်；也称孟既或实皆王）的王后，王室头衔为Sri Pawara Tilaka Suriya Maha Rajendra Ratna Devi。湄努声名狼藉，和蒲甘王朝的普瓦绍王后、缅甸末代王后苏帕雅勒并列为缅甸历史上最著名的三位首席王后。她最终被沙耶瓦底国王下令处决。

## 生平

### 早年生活
湄努出生于阿玛拉普拉皇宫北面的帕兰贡村，是监狱长U Hlockand及其妻Daw Nge的女儿，她有一个兄弟孟凹（Maung O）。
湄努于孟云王（也称波道帕耶）统治时进入皇宫。一天，她正在河里洗澡，一只猎鹰叼走了她的纱笼，把她的纱笼掉在了皇宫内南宫（首席王后的居所，首席王后也称为南宫王后）的左侧，湄努进宫寻找她的纱笼，跑到了国王面前来。湄努抓住了机会，获得国王的许可成为了南宫王后的侍女。
1809年，太子去世，其子实皆王子（巴基道）成为了王储，他的妻子辛比梅（Hsinbyume）于四年半后生下儿子良渊亲王（Prince Nyaungyan）后逝世。随后，巴基道于1813年娶湄努为妻。作为王储妃，湄努享有四个村庄、30匹马、3000亩土地、五个盐村和王室财产的四种产品的税收。

### 首席王后
1819年6月7日，巴基道登基，湄努于11月3日被封为首席王后（南宫王后），同时，她的哥哥孟凹也被推恩为萨林亲王。巴基道软弱轻率，作为第一夫人，湄努掌握了权势；尤其是在1831年巴基道患上精神疾病以后，朝政大权落入王后兄妹之手。
此时，国王的弟弟沙耶瓦底亲王（Thayawady；也称孟坑）收集武器、准备士兵，监视王后的哥哥萨林亲王孟凹的行动。1837年2月21日，萨林亲王下令搜查沙耶瓦底的姐姐蒲甘公主的住所，并缴获了武器。随后，萨林亲王继续对沙耶瓦底住宅进行搜查，沙耶瓦底的军队和搜查的军队发生冲突。2月24日，沙耶瓦底带着500名枪手前往实皆，萨林亲王放火烧毁了沙耶瓦底的住宅。沙耶瓦底的叛乱开始了。
英国外交官伯尼向巴基道的顾问给出建议，在王室兄弟之间进行谈判。然而，国王的参赞们不接受伯尼的建议。沙耶瓦底命令他的两个儿子进军因瓦时，萨林亲王给伯尼写了一封信，要求进行谈判。伯尼动身前往瑞波与沙耶瓦底谈判，协商让沙耶瓦底的儿子与萨林亲王的女儿联姻，并任命塞卡亲王为王储，但是沙耶瓦底拒绝了。不过，沙耶瓦底承诺，如果巴基道能退位，他将不会处决巴基道等人。伯尼带着这个协商结果回到因瓦。1837年4月30日，巴基道退位，传位于弟弟沙耶瓦底。沙耶瓦底履行了对巴基道的承诺，仍然照顾这位前国王，直到巴基道在1846年10月15日逝世，但是湄努王后和萨林亲王就没有那么好运了。

### 死亡
随着巴基道的退位，湄努兄妹也彻底垮台。1840年3月27日，瑞达亲王领导1500人在马达亚的一个村庄发动起义。起义被镇压，瑞达亲王被逮捕。在审讯中，起义者招供这次起义是由湄努兄妹策划的。湄努随后被审讯，承认了罪行。5月12日，湄努和萨林亲王被处决。

## 子女
1.帕朗亲王（Prince of Palaing），生于1804年，1814年4月8日去世。 
2.苏帕伽勒公主（Shu Phra Gale），生于1821年11月22日，嫁堂兄敏东王（Mindon Min）为中宫王后，即馨部麻茵王后（Hsinbyumashin），1900年2月26日逝世于仰光。